# Impatiens xanthocephala
Impatiens xanthocephala là một loài thực vật có hoa trong họ Bóng nước. Loài này được W.W. Sm. mô tả khoa học đầu tiên năm 1920.